# Berthen
 Berthen  (en flamenco Berten) es una población y comuna francesa, en la región de Norte-Paso de Calais, departamento de Norte, en el distrito de Dunkerque y cantón de Bailleul-Sud-Ouest.

## Demografía
| 485 | 426 | 406 | 439 | 464 | 517 |
| Para los censos de 1962 a 1999 la población legal corresponde a la población sin duplicidades (Fuente: INSEE [Consultar]) |     |     |     |     |     |